# Est modus in rebus
(Orazio, Satire (I, 1, 106-107))
Est modus in rebus — traducibile in lingua italiana con "esiste una misura nelle cose" — è una celebre locuzione latina  tratta dall'opera Satire di Quinto Orazio Flacco.

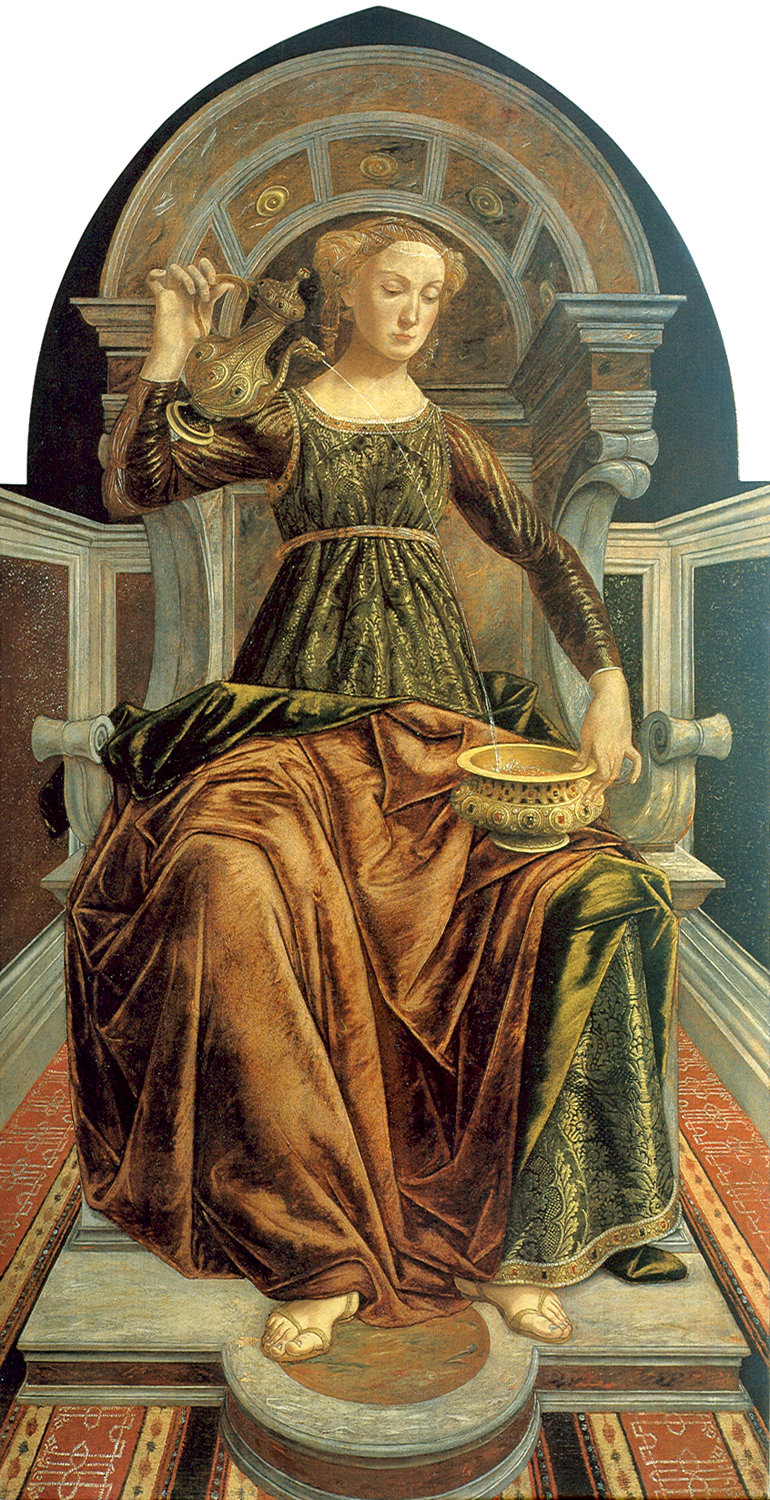
L'effigie della Temperanza di Piero Benci, raffigurante una donna che mescola l'acqua calda e fredda

Detta frase viene spesso pronunciata per esprimere la necessità di una saggia moderazione e per richiamare al senso della misura. Sulla base di questo principio è consigliabile per la persona avveduta guardarsi dagli eccessi, facendo attenzione a non incorrere nel troppo o nel troppo poco, oppure ad adottare il giusto modo richiesto dalla situazione. 
Il tema della temperanza è stato affrontato con analoghe sentenze anche da altri autori antichi, come Tito Maccio Plauto che nella commedia Poenulus afferma: "Modus omnibus in rebus... optimum est habitu", traducibile in lingua italiana con "In ogni cosa la sua misura, questa è un'ottima abitudine". 
La locuzione est modus in rebus è rimasta nel linguaggio comune, tanto da essere frequentemente utilizzata come titolo di articoli giornalistici e opere letterarie. Lo stesso concetto è applicato anche nella locuzione In medio stat virtus (o anche in medio virtus stat).